# Buick Rendezvous
Buick Rendezvous – samochód osobowy typu SUV klasy średniej produkowany pod amerykańską marką Buick w latach 2001 – 2007.

## Historia i opis modelu

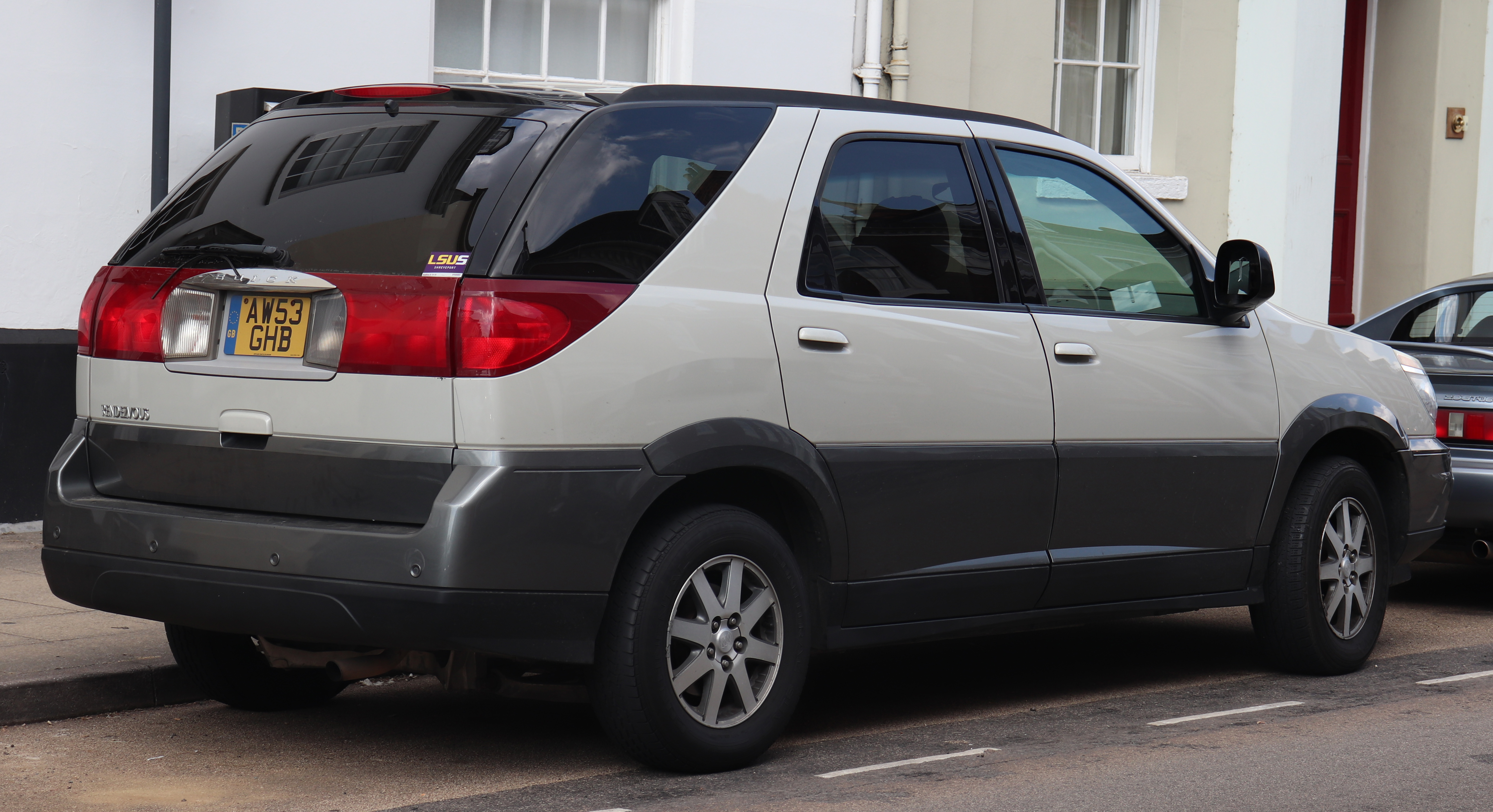
Buick Rendezvous - tył

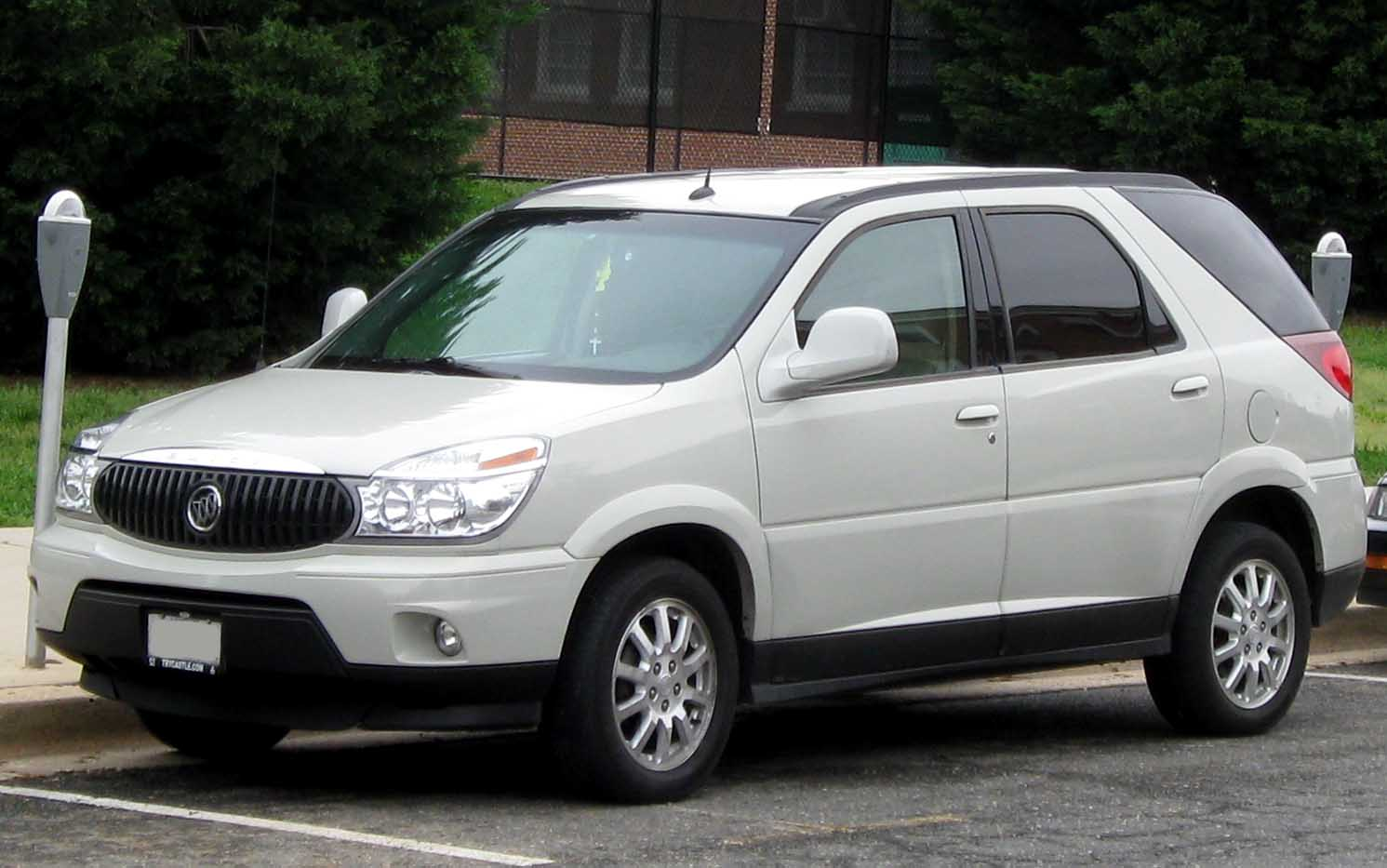
Buick Rendezvous po liftingu

Wiosną 2001 roku Buick zdecydował się zaprezentować zupełnie nowy model w ofercie oparty na platformie U-body, na której zbudowano także pokrewny model Pontiac Aztek. Rendezvous był pierwszym SUV-em w historii marki, wymiarowo plasującym się w klasie średniej. Charakterystycznym elementem wyglądu Buicka Rendezvous był oszklony tył, który tworzył optyczną całość z tylnymi lampami biegnącymi przez całą szerokość tylnego pasa.

### Lifting
W 2003 roku Buick Rendezvous przeszedł modernizację, w ramach której pojawił się odświeżony wygląd atrapy chłodnicy i nowe reflektory z białymi wkładami do kierunkowskazów. Zmieniłą się też paleta dostępnych kolorów nadwozia, a także lista wersji wyposażeniowych wraz z dostępnymi dodatkami.
Produkcja Buicka Rendezvous zakończyła się po 6 latach w 2007 roku, a do koncepcji średniej wielkości SUV-a producent powrócił dopiero w 2016 roku wprowadzając do sprzedaży model Envision.

### Wersje wyposażeniowe
- CX
- CX Plus
- CXL
- CXL Plus

### Silniki
- V6 3.4l LA1
- V6 3.5l LX9
- V6 3.6l LY7